# Schlossplatz (Karlsruhe)
Der Schlossplatz ist der Platz vor dem Karlsruher Schloss. Der Platz entstand im Zuge der Gründung der barocken Planstadt Karlsruhe als Barockgarten. In seiner 300-jährigen Geschichte wandelte sich die Bedeutung des Schlossplatzes vom Ehrenhof zum Lustgarten und schließlich Bürgergarten. Heute ist der Schlossplatz ebenso wie das Schloss im Besitz des Landes Baden-Württemberg.

## Gebiet
Der Schlossplatz liegt südlich des Karlsruher Schlosses. Im Osten wird er begrenzt durch Gebäude der Fakultät für Wirtschaftswissenschaften des Karlsruher Institut für Technologie, im Westen durch das Bundesverfassungsgericht beziehungsweise den Botanischen Garten. Im Südwesten schließt sich die Staatliche Kunsthalle an. Die Straße Schlossbezirk verläuft sowohl östlich als auch westlich des Schlossplatzes entlang der Grenze.
Südlich des Platzes befindet sich die Innenstadt. Die Grenze bildet eine ebenfalls Schlossplatz benannte Straße parallel zum Zirkel, die auch Großer Zirkel oder Äußerer Zirkel genannt wird. Vom Schloss aus durch die zentrale Achse des Schlossplatzes verläuft die Via Triumphalis, die den zentralen Strahl der insgesamt 9 vom Schlossplatz aus nach Süden abgehenden Strahlen des Karlsruher Fächers bildet.
Den südlichen Abschluss des Platzes bildet die Zirkelbauten, eine einheitlich gestaltete Gebäudereihe entworfen von Weinbrenner. Die Gebäude wurden zunächst von privilegierten Bürgern, Beamten und Offizieren als Wohnhäuser genutzt, später befanden sich dort einige badische Ministerien. Während des Zweiten Weltkriegs wurde das Gebiet stark beschädigt, sodass die Gebäude anschließend in sachlichem Stil als Behördenbauten wiedererrichtet wurden. Dabei wurden die von Weinbrenner geplanten einheitlichen Bogengängen zum Schlossplatz hin erneut berücksichtigt. Die gleichmäßige Gebäudehöhe sowie durchgehende Front erhalten dabei das einheitliche Bild und die optische Beziehung zum Schloss. Heute befinden sich in den Räumlichkeiten unter anderem das Regierungspräsidium, das Amtsgericht, der Sitz der L-Bank sowie das Finanzamt.
Zwischen dem Schlossplatz und dem Marktplatz, auf der Via Triumphalis, liegt der zentrale Teil des Platzes der Grundrechte, welcher den Eingang vom Schlossplatz zum Stadtraum bildet.

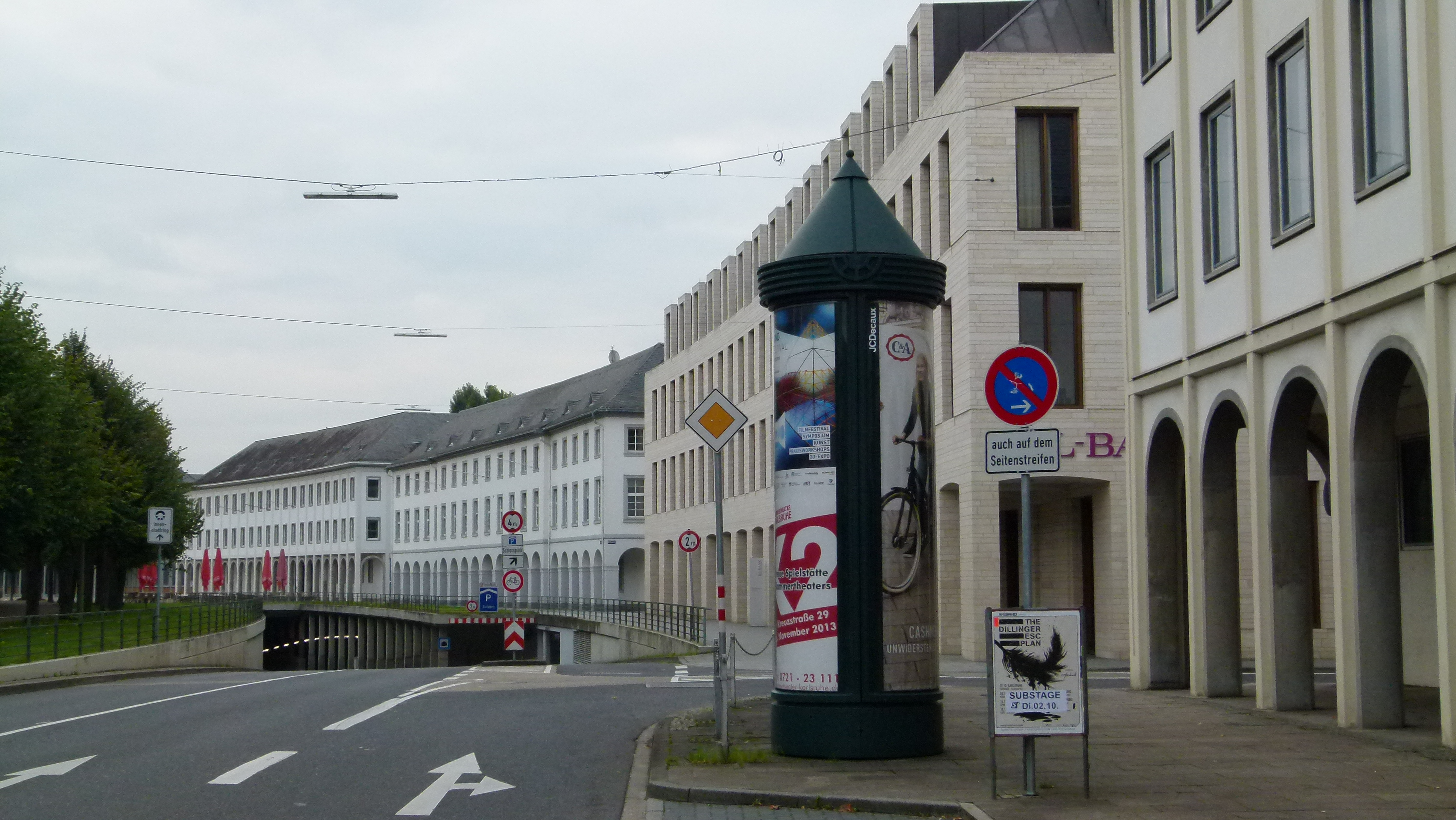
Straße Schlossplatz mit Unterführung.
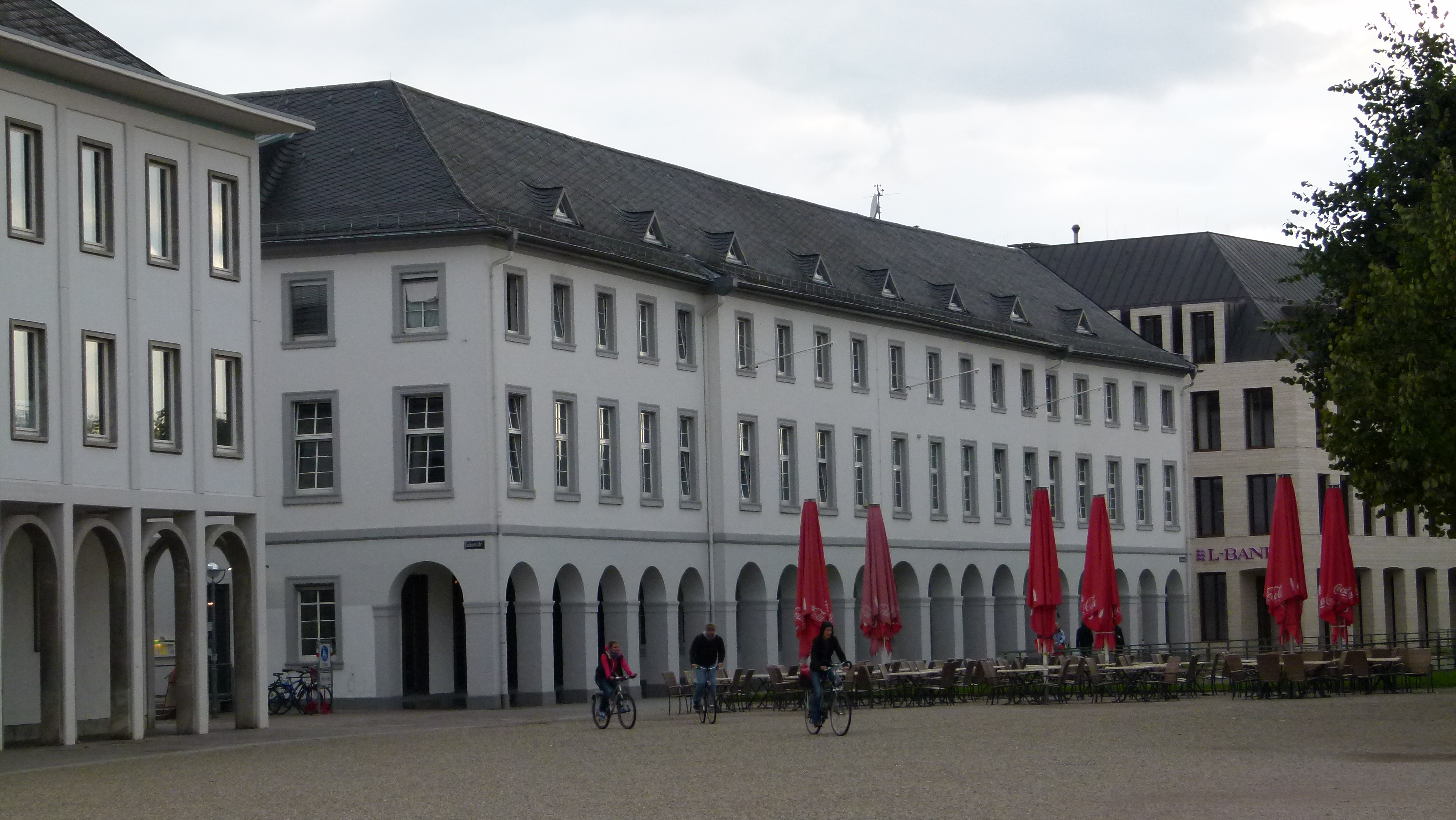
Blick auf das Café auf dem Schlossplatz über der Unterführung.
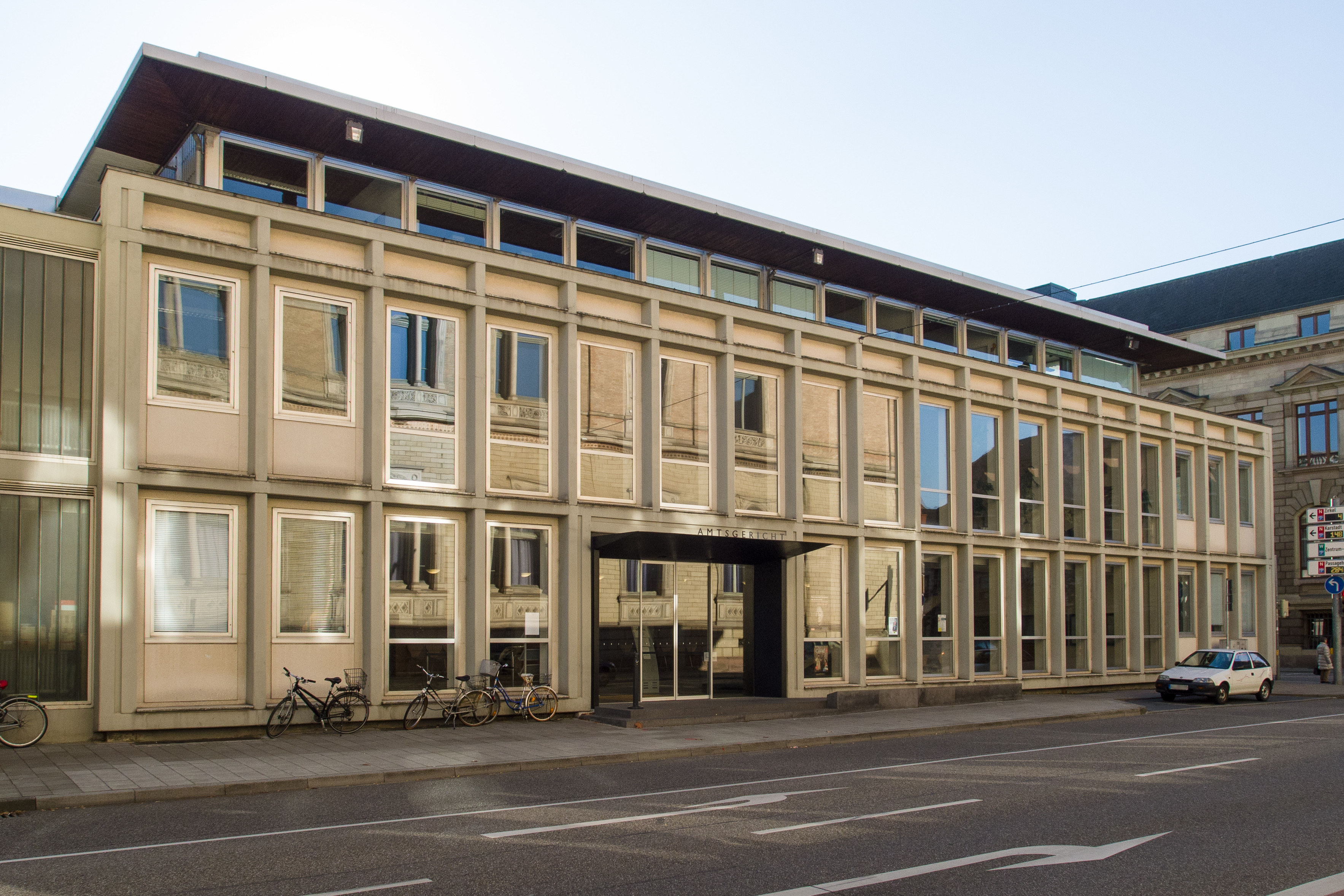
Das Amtsgericht mit Blick aus Westen.
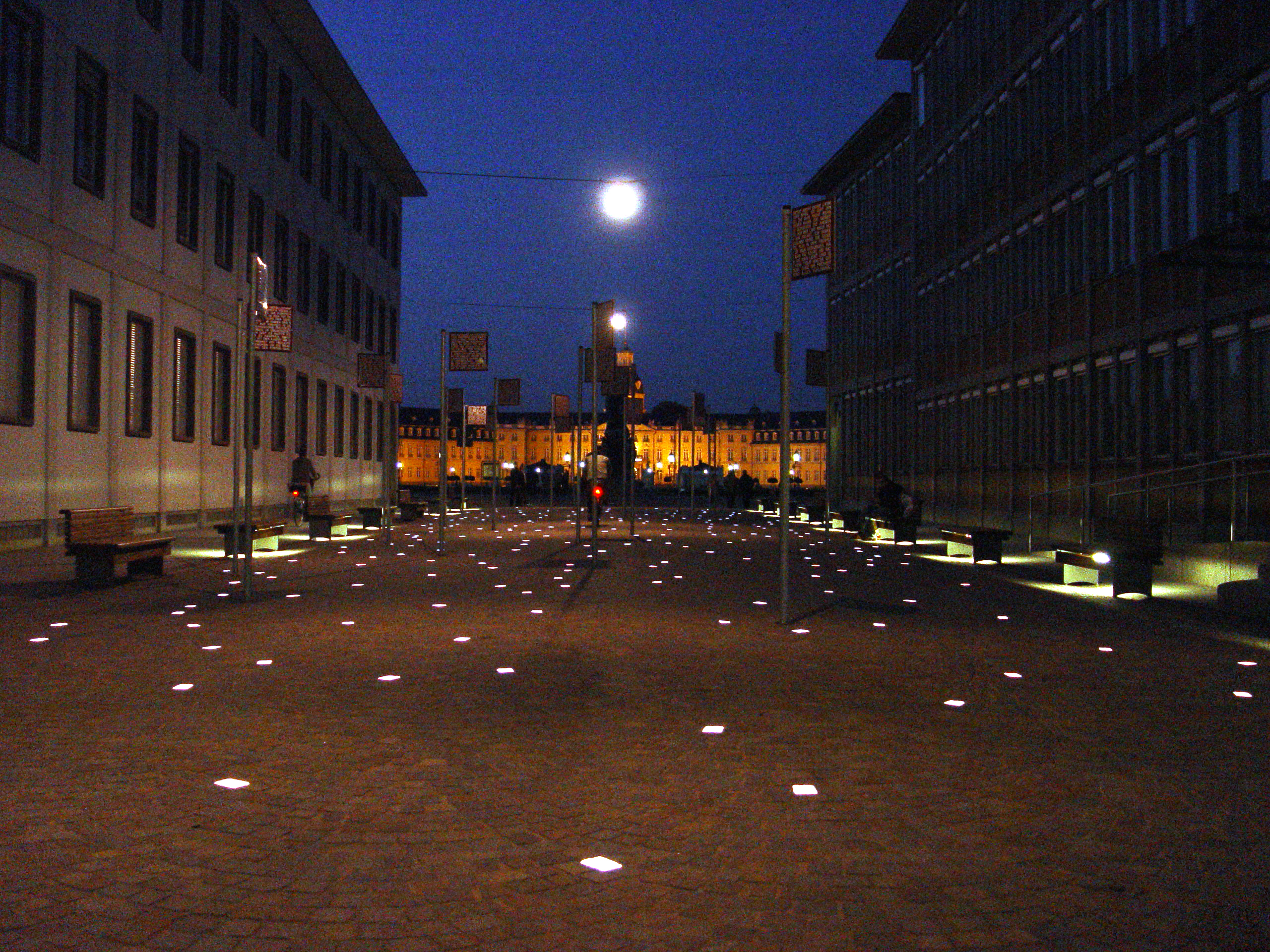
Platz der Grundrechte bei Nacht.

## Geschichte

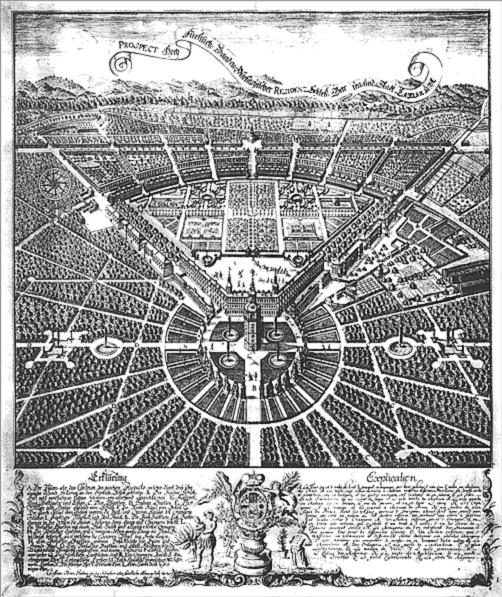
Originalzeichnung von Schloss, Schlossgarten und Schlossplatz aus dem Jahr 1739.

Nach der Gründung der Stadt am 17. Juni 1715 und dem darauf folgenden Bau des Schlosses diente der Schlossplatz dem Stadtgründer Karl Wilhelm als botanischer Garten. Zu dieser Zeit gab es noch keinen direkten Zugang vom Schloss zur Stadt. Nach und nach entstanden an der Südseite des Schloßplatzes die Wohnhäuser von privilegierten Bürgern, Beamten und Offizieren, später auch Gebäude badischer Ministerien. 1803 erwiesen sich einige Gebäude als baufällig, wodurch ein von Friedrich Weinbrenner entworfener Kanzleineubau veranlasst wurde. Als Vorgabe galt, dass die Symmetrie zur Via Triumphalis gewahrt werden sollte. Als 1813 allerdings beschlossen wurde, dass sich alle Gebäude in der Straße zu gleichen haben, konnten Weinbrenners Pläne nicht wie vorgesehen umgesetzt werden.
Im Jahr 1808 wurde das ebenfalls von Friedrich Weinbrenner entworfene Hoftheater unter der Leitung von Johann Peter Hebel eröffnet. Kurze Zeit später, im Jahr 1810, wurde es zum Großherzoglichen Hoftheater ernannt. 1853 wurde ein Neubau des Theaters eröffnet, dieses Mal nach Plänen von Heinrich Hübsch. Später ging das Theater im Badischen Staatstheater auf.
Auf dem Schlossplatz fanden zu unterschiedlichen Zeiten Jahrmärkte statt, bis 1872 dort die letzte Karlsruher Mess’ ausgetragen wurde. 1873 stand eine Umgestaltung und Neubepflanzung an.

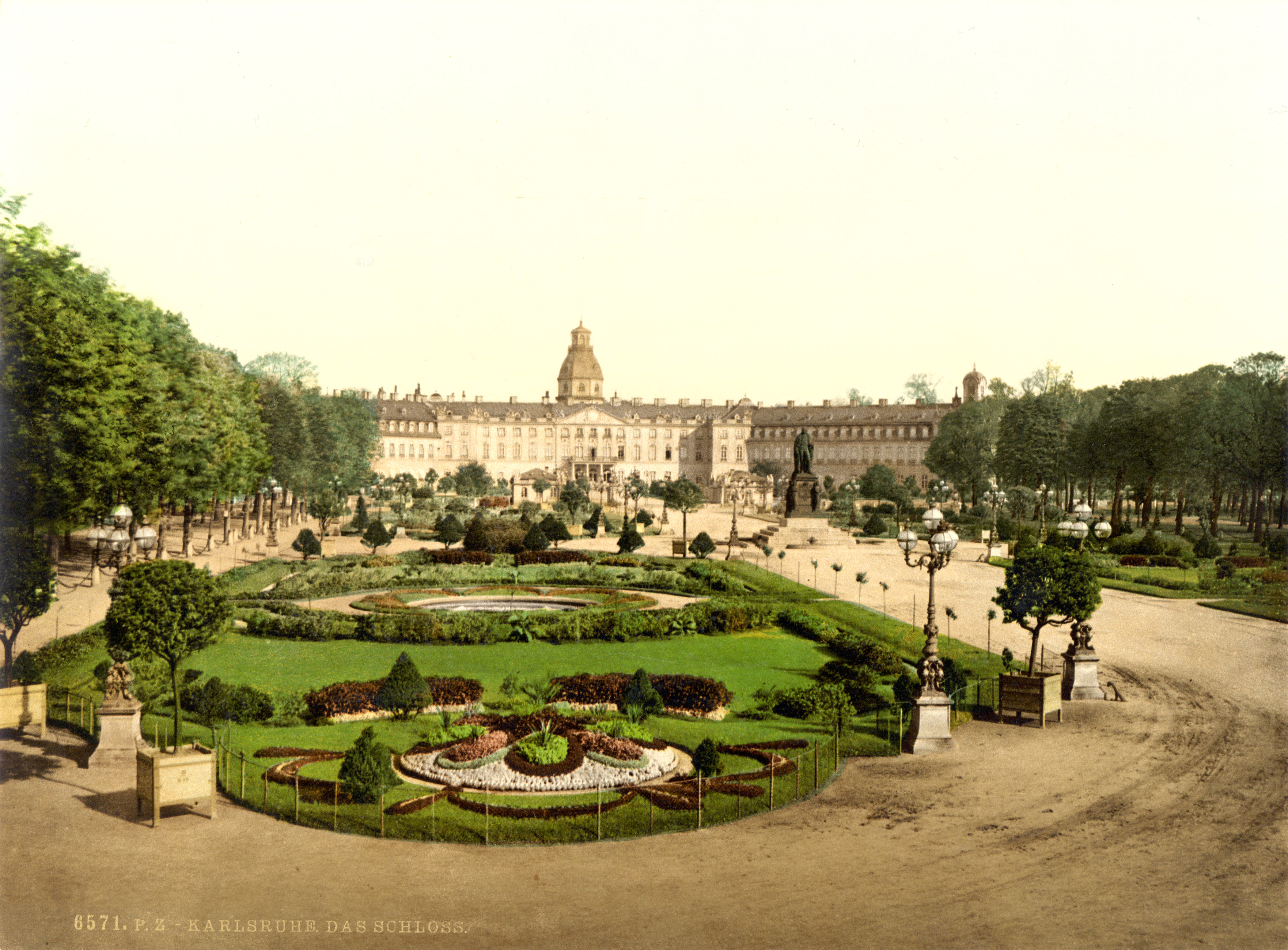
Photochromdruck aus der Zeit zwischen 1890 und 1900.

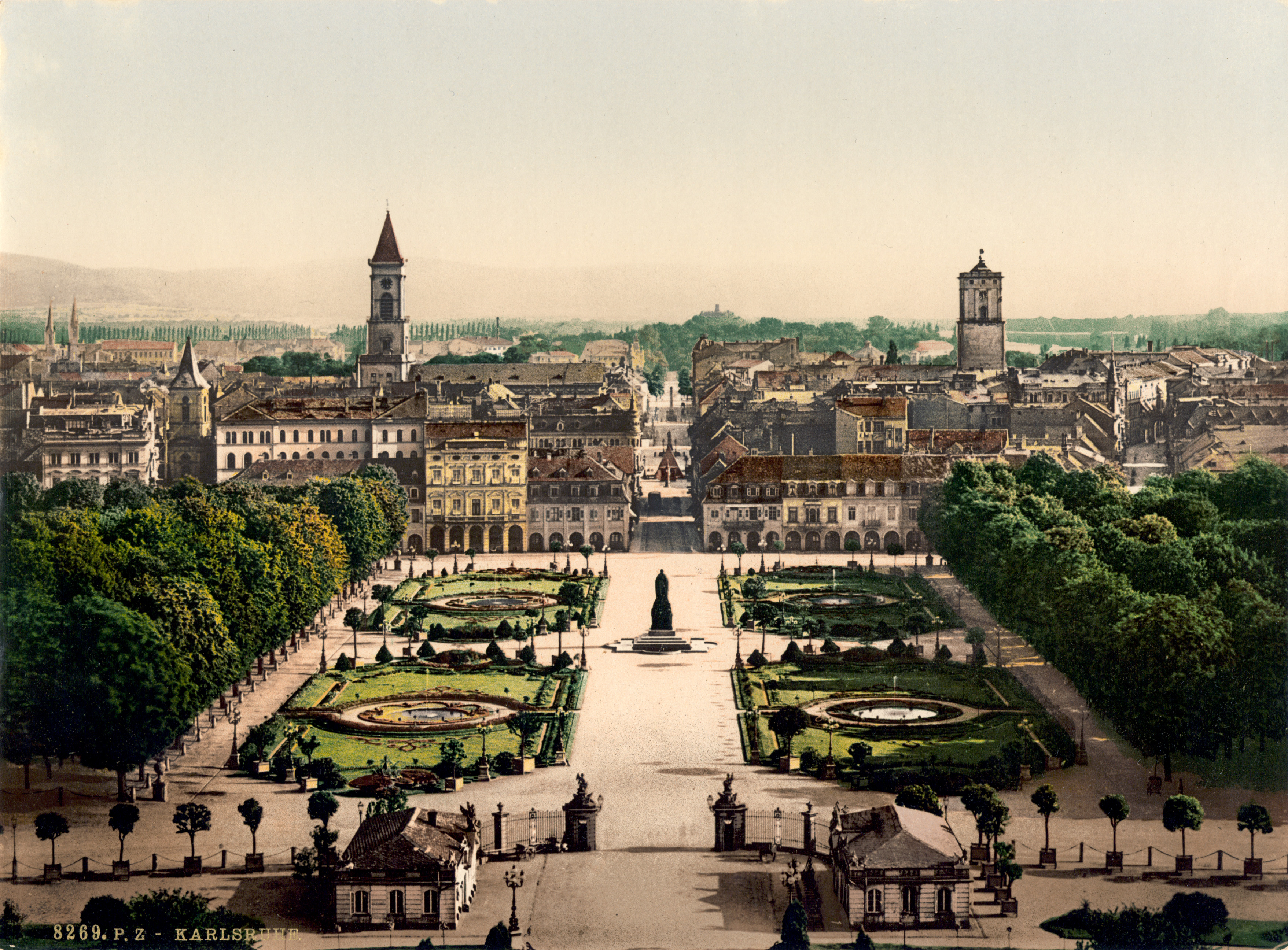
Photochromdruck um 1900.

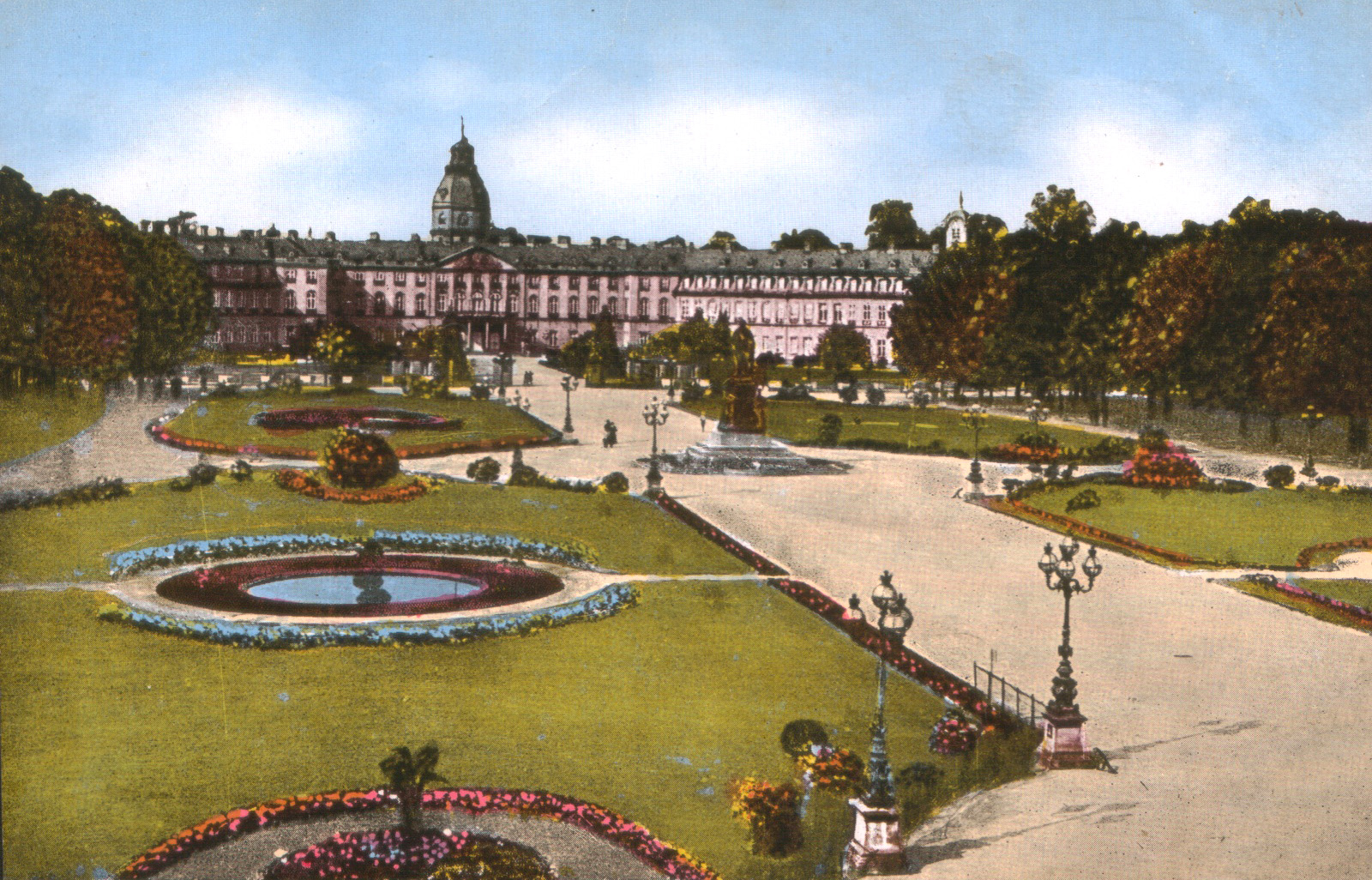
Postkarte mit Schlossplatz und Schloss als Motiv (Datum unbekannt).

Während des Ersten Weltkriegs fanden auf dem Schlossplatz Feiern und Versammlungen statt, etwa nach dem Sieg Deutschlands zwischen Metz und den Vogesen. Zu Beginn des Dritten Reiches 1933 fanden auf dem Schlossplatz einige Großdemonstrationen mit mehreren zehntausend Teilnehmern statt, unter anderem die „Feier der nationalen Erhebung“ zur Machtergreifung mit einem Auftritt des späteren badischen Reichsstatthalters und Gauleiters Robert Wagner. Im selben Jahr wurde zu Ehren Adolf Hitlers eine Linde auf dem Schlossplatz gepflanzt. Außerdem führte die Hitlerjugend am 17. Juni 1933 eine Bücherverbrennung im Zuge eines Sonnwendfeuers durch. Im Laufe des Zweiten Weltkriegs wurde 1941 der vordere Schlossplatz für den Gemüseanbau freigegeben. Weite Teile der Innenstadt waren Ziele von Luftangriffen der Alliierten, unter anderem wurde 1944 das Theater zerstört.
In den 1960er- und 1970er-Jahren fanden umfassende Umgestaltungen auf und um den Schlossplatz herum statt. 1957 wurden vor dem Schloss acht der ursprünglich zehn Skulpturen von Ignaz Lengelacher wieder aufgestellt. Diese standen wohl um 1800 herum auf dem mittleren Schlossplatz und wechselten danach mehrfach ihren Standort. 1960 wurden Entwürfe für einen Theaterneubau am Schlossplatz gesammelt, die Eröffnung war zum Stadtjubiläum 1965 vorgesehen. Nachdem das Gelände allerdings dem Bundesverfassungsgericht für einen Neubau angeboten wurde, um den Standort in Karlsruhe zu halten, wurden die Pläne nicht weiter verfolgt. Der Neubau des Bundesverfassungsgerichts wurde 1969 eröffnet. Nach dem Stadtjubiläum stand 1967 die Bundesgartenschau an. Neben einer völligen Umgestaltung des Schlossplatzes wurden eine Tiefgarage sowie eine Straßenunterführung am südlichen Rand des Schlossplatz angelegt.
Im Zuge der Vorbereitungen für den nächsten feierlichen Stadtgeburtstag („275 Jahre Karlsruhe“) wurde der Platz 1988 bis 1990 erneut umfassend umgestaltet, wobei eine barocke Gestaltung, wie sie ursprünglich vorzufinden war, gewählt wurde. 1992 fand das erste Museumsfest des Badischen Landesmuseums auf dem Schlossplatz statt, anlässlich der Neueröffnung der frühgeschichtlichen Sammlung.
2005 wurde der Platz der Grundrechte auf der zentralen Achse zwischen Schlossplatz und Zirkel eröffnet. Anschließend, von 2006 bis 2011, wurde der Schlossplatz zuletzt grundlegend saniert und umgestaltet. Veranlasst wurde die Sanierung durch starke Schäden aufgrund intensiver Nutzung und materiellen Verfalls. Der Anlass wurde genutzt, um gleichzeitig Umgestaltungen ohne gesonderte Finanzierungsplanungen vorzunehmen. Das verfolgte Gestaltungskonzept des Landschaftsarchitekten Henri Bava, der damals als Professor am KIT lehrte, kehrte damit wieder zu den Plänen anlässlich der Bundesgartenschau 1967 zurück. Die Kosten beliefen sich auf insgesamt 5,5 Millionen Euro. Die Sanierung und Neugestaltung des Schlossplatzes wurde mit dem Preis Beispielhaftes Bauen „Karlsruhe-Stadt 2005–2012“ der Architektenkammer Baden-Württemberg gewürdigt.

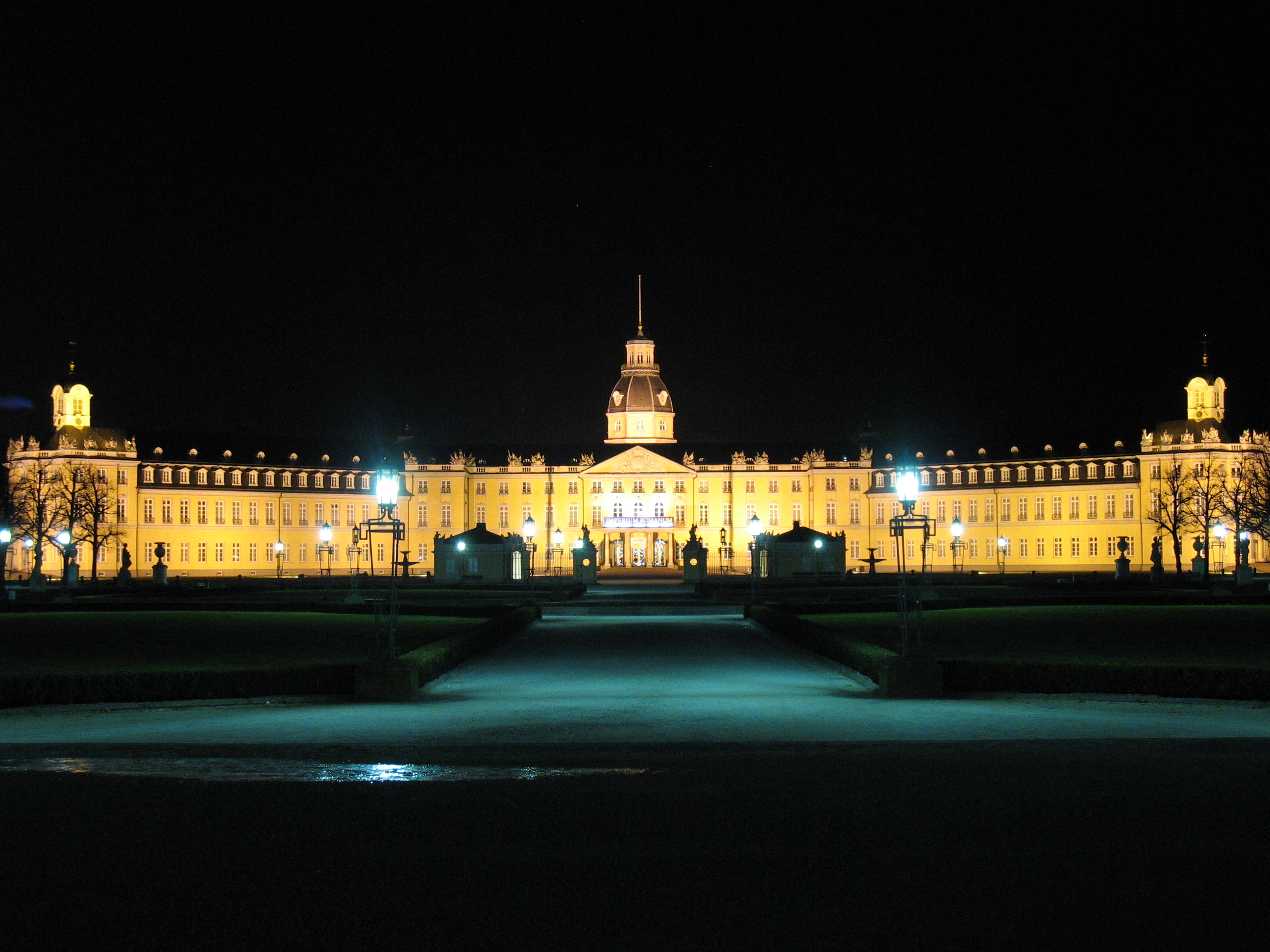
Blick auf den Schlossplatz und das Schloss bei Nacht.
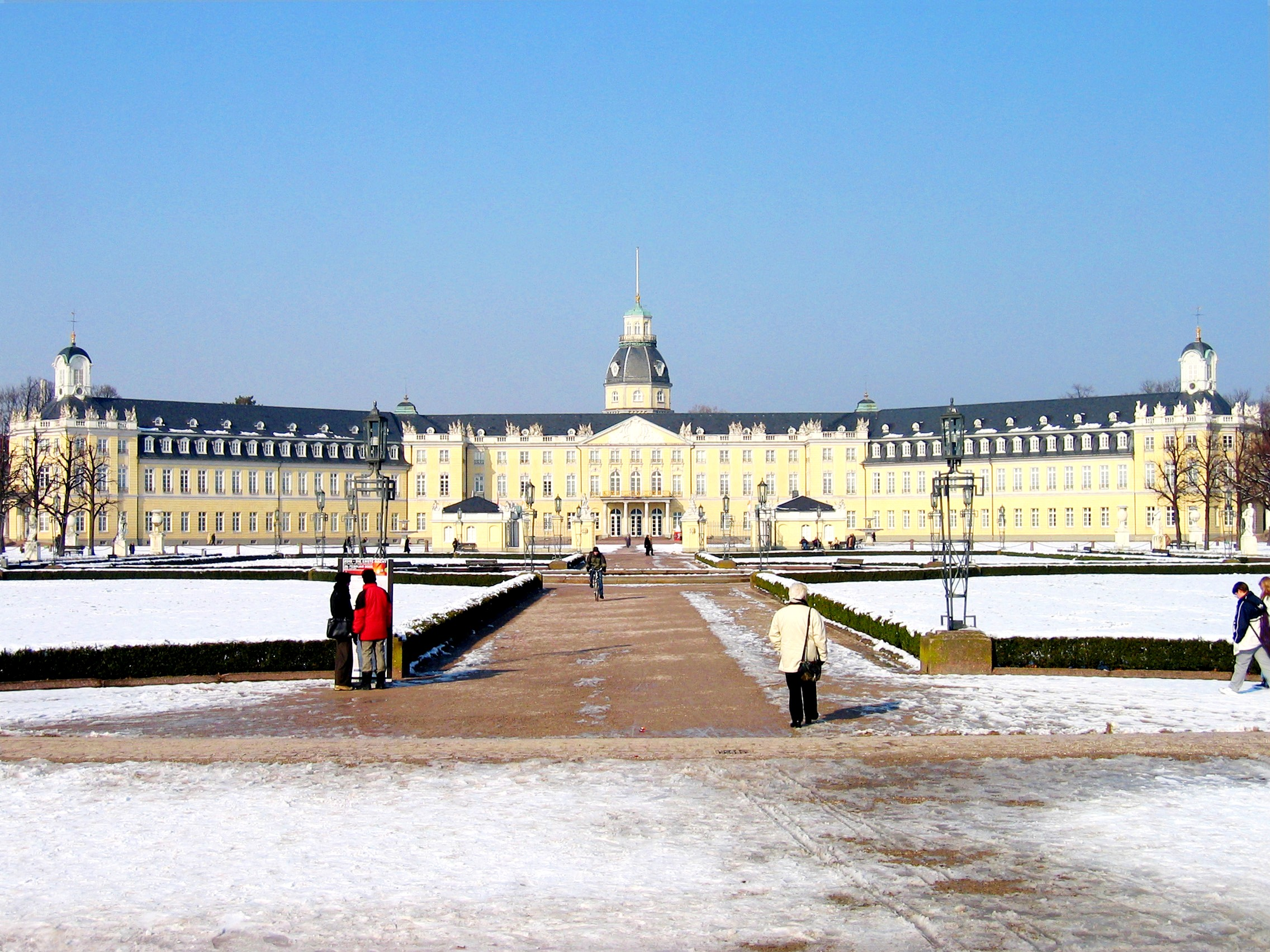
Blick auf den Schlossplatz und das Schloss im Winter 2005.
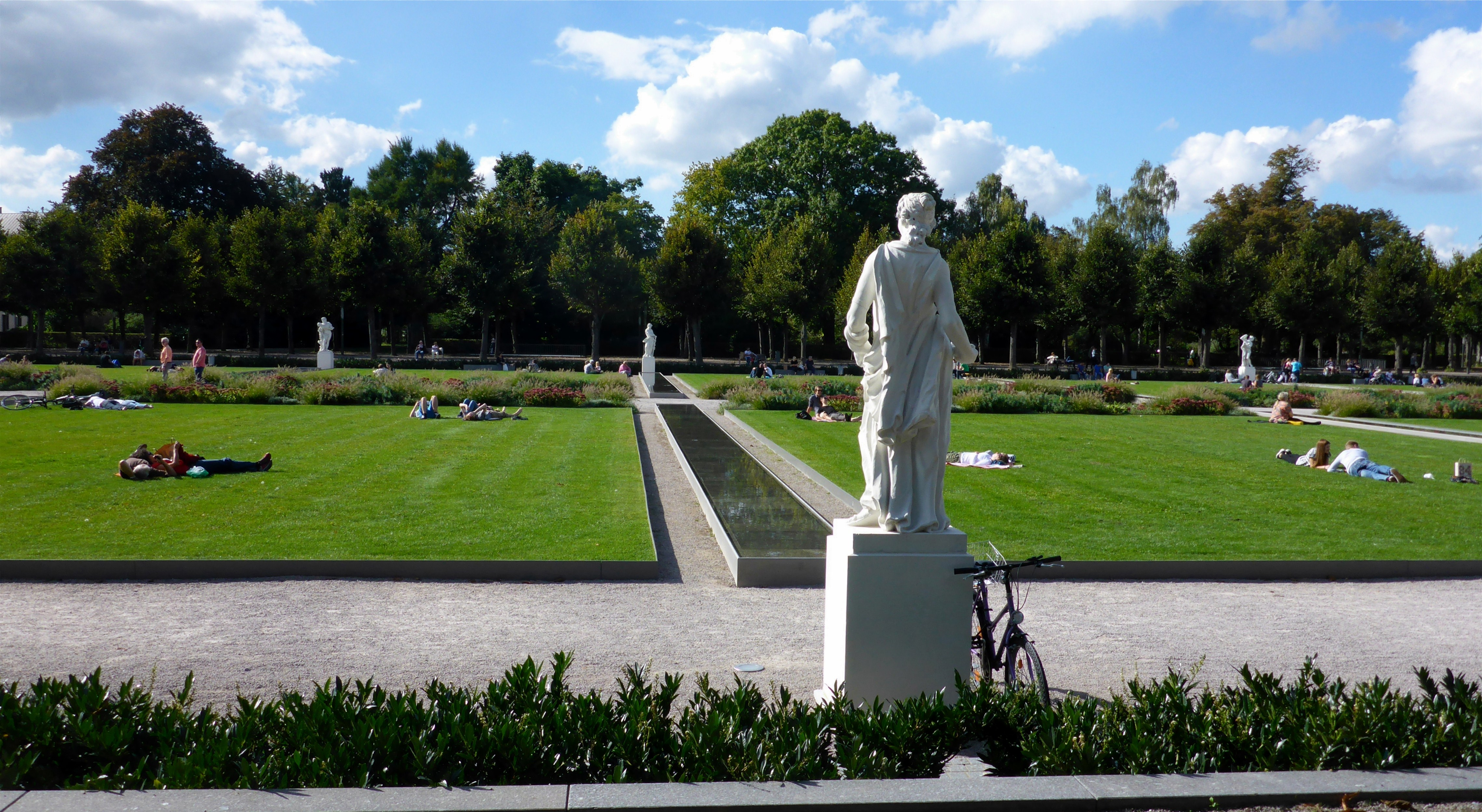
Gestaltung des Mittelteils entlang der zentralen Achse.
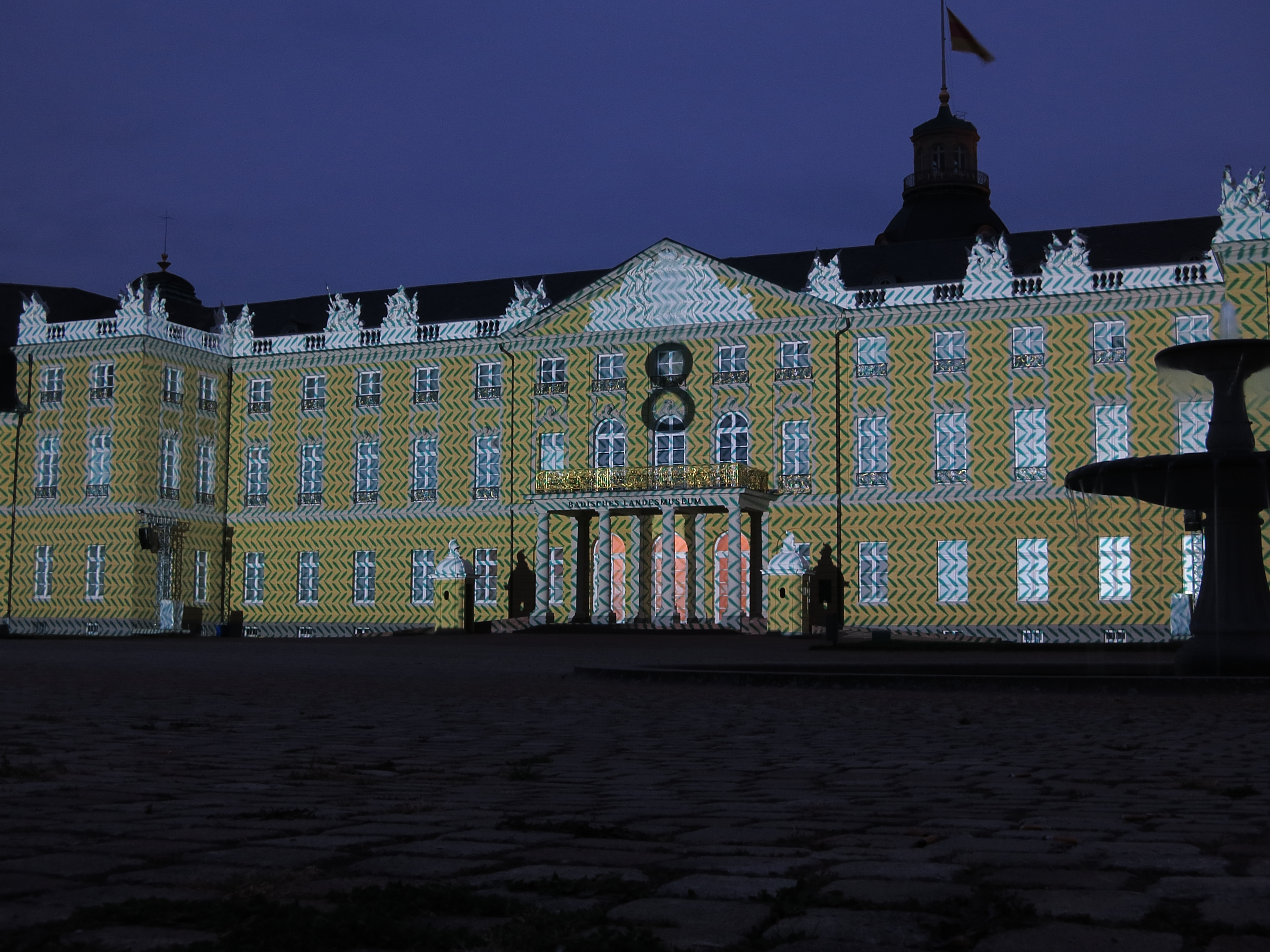
Schlosslichtspiele 2016.

## Brunnen und Denkmäler
Auf dem Schlossplatz befinden sich einige Kulturdenkmäler. Das Großherzog-Karl-Friedrich-Denkmal wurde 1844 auf Anweisung von Großherzog Leopold von Bildhauer Ludwig Schwanthaler auf dem Schlossplatz errichtet. Es zeigt den Großherzog Karl Friedrich von Baden mit der Urkunde zur Aufhebung der Leibeigenschaft in Baden, die der damalige badische Markgraf Karl Friedrich 1783 durchsetzte, in seiner rechten Hand. Den Sockel ziert das großherzogliche Wappen von 1807 bis 1830. An jeder Ecke des Sockels steht eine weibliche Figur. Im Zuge der Vorbereitungen für die anstehende Bundesgartenschau 1967 wurde das Denkmal Richtung Süden versetzt und gedreht. Bei einer Umgestaltung des Platzes in den Jahren 2011 und 2012 wurde das Denkmal erneut umgebaut und um das Denkmal ein Wassergraben angelegt.
Entlang der zentralen Achse des Schlossplatzes stehen zwei parallel verlaufende Skulpturenreihen mit insgesamt zehn mythologischen Skulpturen von Ignaz Friedrich Lengelacher, die verschiedene Götter beziehungsweise Helden darstellen. Ursprünglich im Jahr 1782 aufgestellt, ließ Friedrich Weinbrenner die Figuren 1814 entfernen. Die Originale werden heute im Staatlichen Hochbauamt aufbewahrt. In den Jahren 1965 und 1966 wurden Kopien der Figurengruppen aufgestellt. Im Zuge dessen wurde am nördlichen Ende der parallelen Skulpturenreihen jeweils eine ergänzende Figur von Emil Sutor errichtet.
Des Weiteren befinden sich vor dem Schloss zwei Brunnen, die sich ebenfalls symmetrisch zur zentralen Achse verhalten. Diese Brunnen wurden 1864 unter Großherzog Friedrich I. von Baden von Karl Dyckerhoff geschaffen.

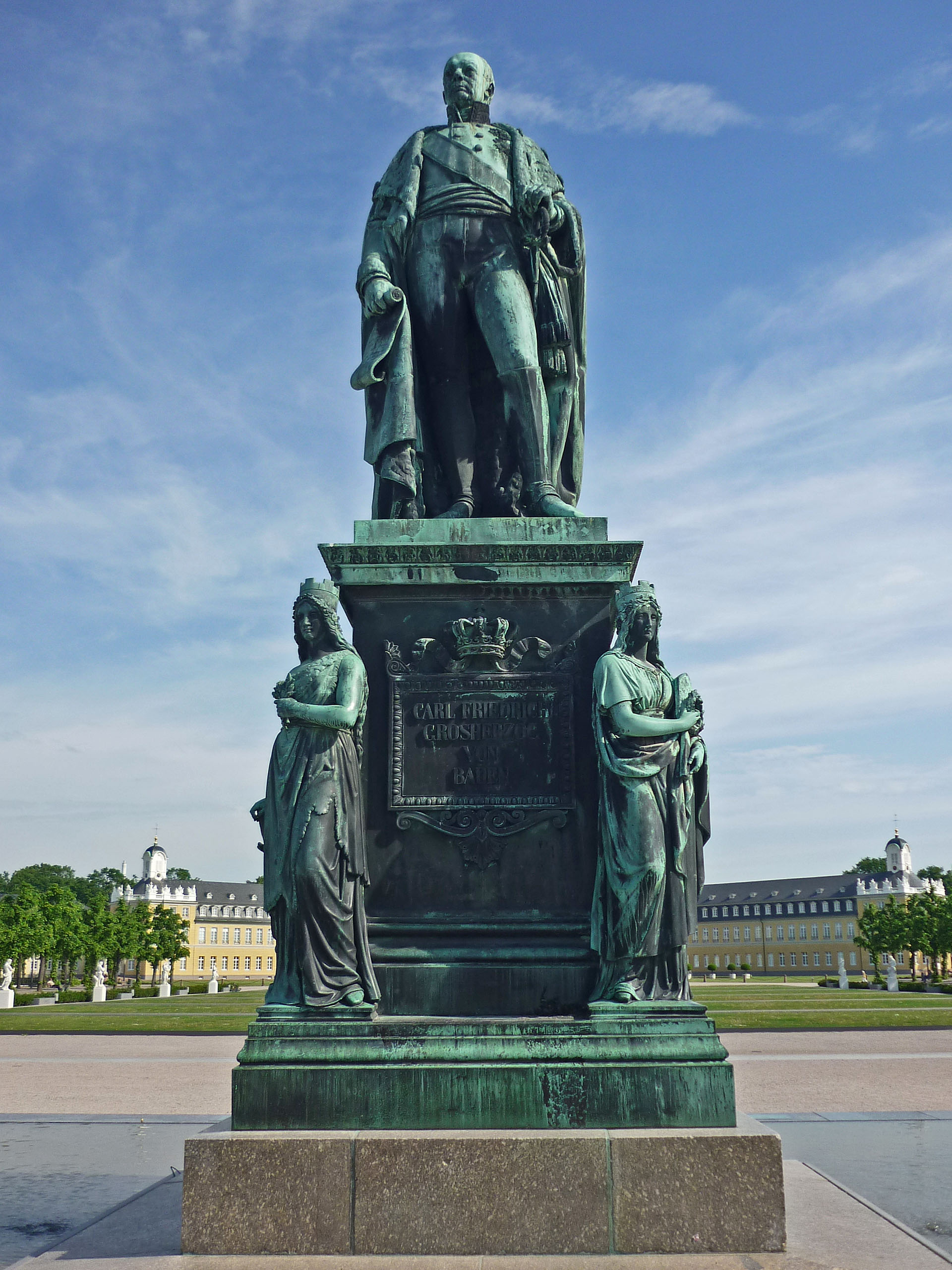
Großherzog-Karl-Friedrich-Denkmal
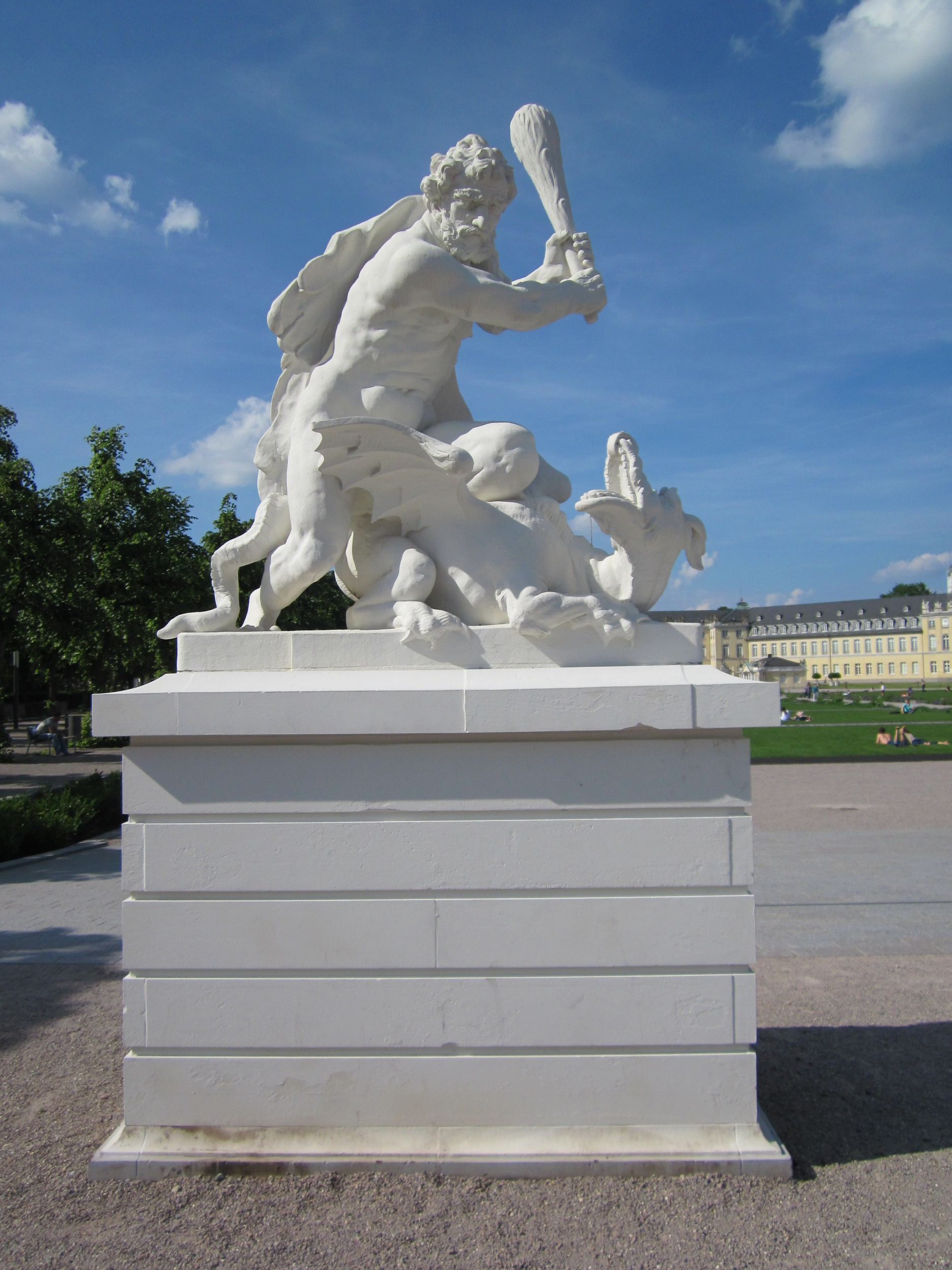
Mythologische Figuren
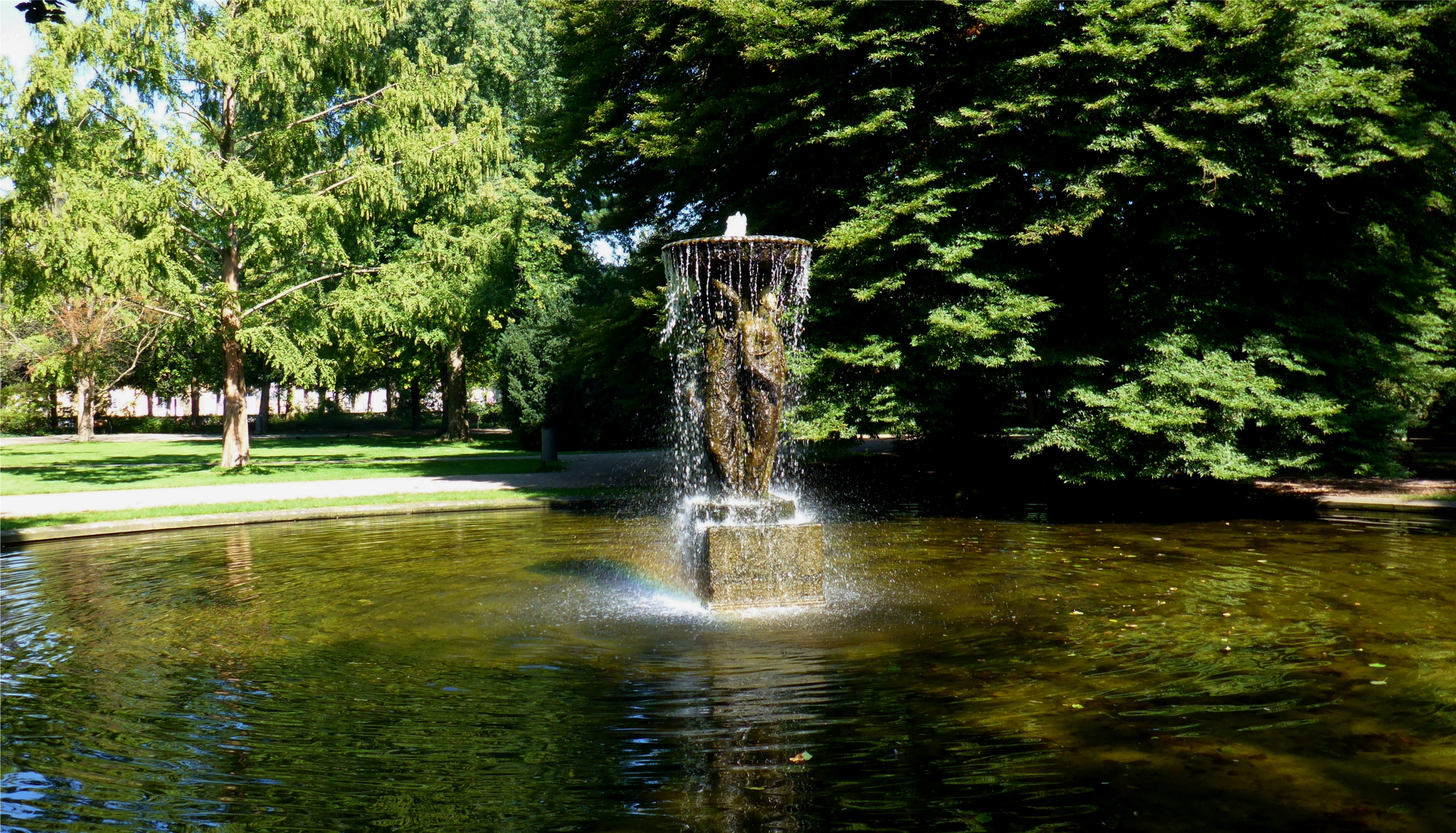
Einer der beiden Najaden-Brunnen
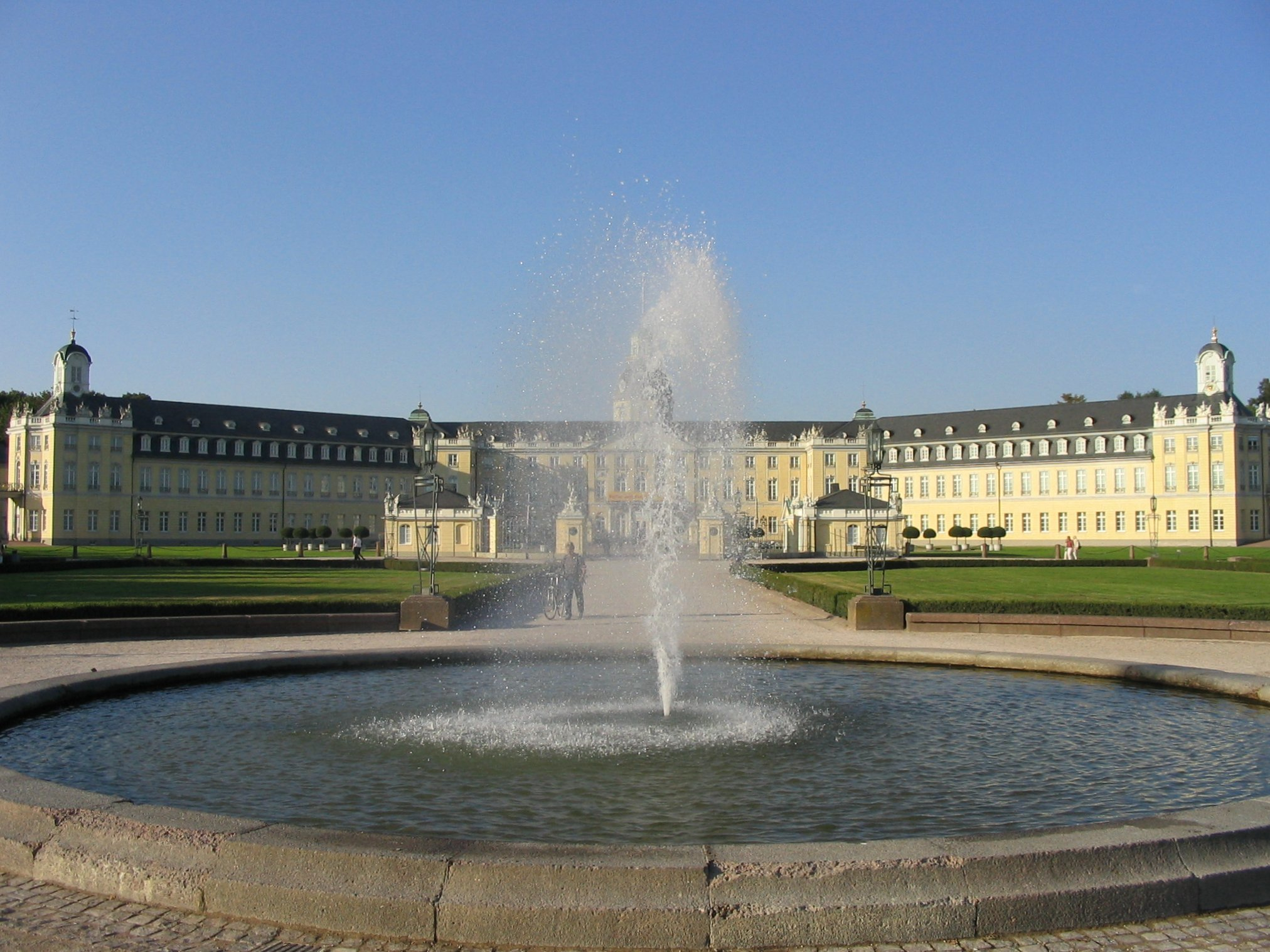
Springbrunnen aus dem 19. Jahrhundert auf der Schlossachse, im Jahr 2010 entfernt